# Chlorissa vermiculata
Chlorissa vermiculata är en fjärilsart som beskrevs av W. Warren 1897. Chlorissa vermiculata ingår i släktet Chlorissa och familjen mätare. Inga underarter finns listade i Catalogue of Life.